# Место последней дуэли Пушкина

Место дуэли Пушкина, гравюра второй половины XIX в.

Место последней дуэли Пушкина расположено на бывшей окраине Санкт-Петербурга, у Чёрной речки. 27 января (8 февраля) 1837 года там состоялась дуэль Пушкина с Дантесом, на которой поэт был смертельно ранен.

## Расположение места дуэли

### Выбор места
Местом поединка Пушкина с Дантесом стала местность вблизи так называемой Комендантской дачи на левом берегу Чёрной речки. Это была довольно большая территория, где повар Александра I Ф. И. Миллер построил деревянные дома и сдавал дачи на лето. В 1833 и 1835 годах здесь снимала дачу семья Пушкиных.
Место было избрано для поединка потому, что центр Петербурга имел хорошее сообщение с Чёрной речкой в любое время года, в частности — зимой. Кроме того, существует мнение, что секунданты выбрали для дуэли это место ещё и потому, что маршрут к нему проходил через людный Каменный остров, и они надеялись на обстоятельства или встречи с людьми, которые могли бы помешать поединку.

### Сведения о месте дуэли

Место дуэли Пушкина, схема Я. А. Исакова

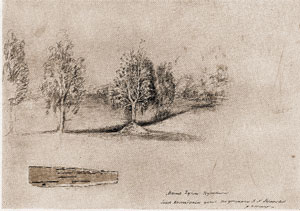
Место дуэли Пушкина согласно рассказу Данзаса, рисунок И. Криницкого

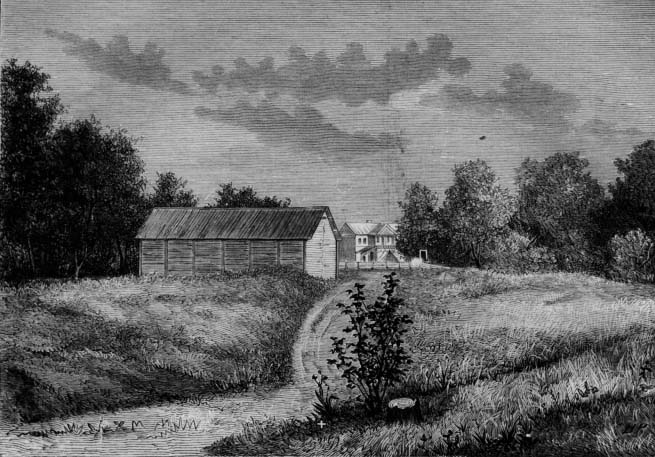
Место дуэли Пушкина согласно Э. Штейнгелю и В. Я. Рейнгарду, гравюра по рисунку последнего.

Так как дуэль была в Российской империи уголовным преступлением, её участники неохотно делились сведениями о ней и не озаботились в своих воспоминаниях точной привязкой этого события к карте. В записи воспоминаний секунданта Пушкина К. К. Данзаса сказано:

Данзас вышел из саней и, сговорясь с д’Аршиаком, отправился с ним отыскивать удобное для дуэли место. Они нашли такое саженях в полутораста от Комендантской дачи, более крупный и густой кустарник окружал здесь площадку и мог скрывать от глаз оставленных на дороге извозчиков то, что на ней происходило. Избрав это место, они утоптали ногами снег на том пространстве, которое нужно было для поединка, и потом позвали противников.

Таким образом, нет сомнения, что дуэль происходила на левом берегу Чёрной речки, близ Комендантской дачи. Однако сведения для более точного определения места дуэли не вполне согласуются.
Один из первых дошедших до нас источников этих сведений — рассказ книгоиздателя Я. A. Исакова, который, желая приложить к издаваемым им сочинениям Пушкина рисунок местности, где происходила дуэль, в 1858 году обратился к Константину Данзасу с просьбой показать ему место дуэли. По словам Данзаса, выполнившего эту просьбу, местность значительно изменилась. Тем не менее, художник И. Криницкий на своём рисунке, сделанном приблизительно в то же время, изобразил три сохранившиеся со времени дуэли приметные берёзы, которые стояли почти на одинаковом расстоянии друг от друга, чуть дальше — одну раздвоенную, а за ними небольшой лес. В 1880 году в газете «Голос» были опубликованы воспоминания Исакова, сопровождённые его схемой, указывающей место дуэли. Именно на этом месте, справа от Коломяжской дороги (ныне Коломяжский проспект), сегодня установлен памятный обелиск.
Однако некоторые современники полагали, что Исаков и Данзас ошиблись, и дуэль на самом деле происходила с противоположной стороны дороги, за Комендантской дачей. Об этом, в частности, писал в журнале «Нива» за 1880 год В. Я. Рейнгард. С этой точкой зрения согласуются и воспоминания барона Э. Штейнгеля, опубликованные в 1887 году в «Петербургской газете». Основываясь на своих личных записях 1852 года, Штейнгель рассказывает, что дворник Комендантской дачи указал ему место дуэли, находившееся вблизи забора дачи, и барон пометил это место, воткнув в место падения Пушкина кол из изгороди. Далее барон пишет:

«Часто после этого я проходил это место и всегда поправлял кол. Когда приезжали ко мне гостить товарищи, я им показывал место поединка и поправлял этот кол при них. Много позднее, в одно лето короткое время гостили у меня мой добрый друг и двоюродный брат Василий Николаевич Неппен, ярый поклонник Пушкина, и хорошие друзья мои Виктор Яковлевич Краковский и Ланской. Мы все отправились на место поединка и порешили поставить Пушкину прочный столбик, для чего взяли брёвнышко в 2-3 вершка толщины и 3 аршина длины со двора фермы, добыли топор и лопату, вбили его в землю, выкрасили и каждый из нас написал не крупно подходящие строки из Пушкина. Многим лицам показывал я впоследствии это печальное место…»

В «Петербургской газете» за 1881 год был описан памятный знак на месте дуэли, сходный с тем, о котором рассказывал барон Штейнгель.

## Памятники на месте дуэли

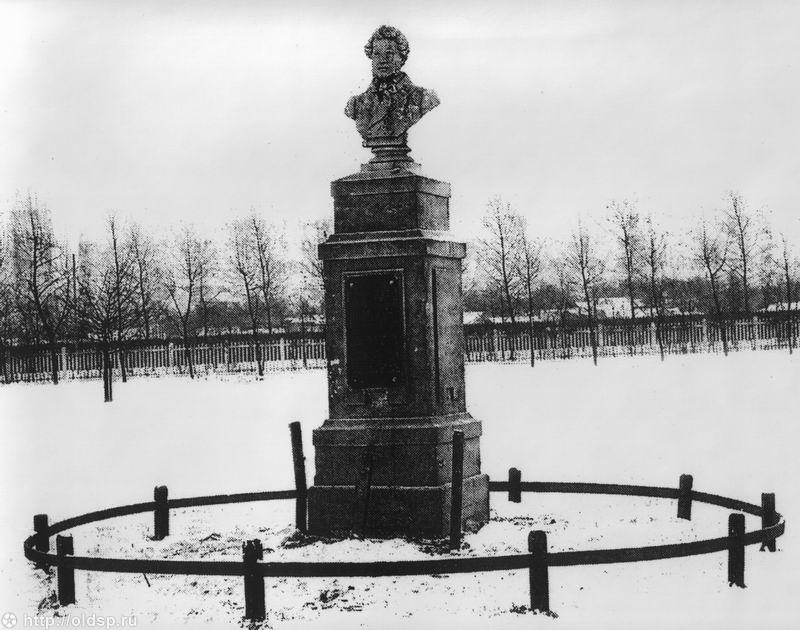
Первый памятник на месте дуэли Пушкина, установленный в 1890-х гг.

Обелиск на месте дуэли Пушкина, установленный в 1937 г.

В 1887 году, на траурном собрании на месте дуэли, посвящённом 50-летию трагического события, было принято решение о сооружении памятника, которое так и не было воплощено в жизнь.
В начале 1890 года территория, включавшая место дуэли, которая находилась в запущенном состоянии, была передана скаковому обществу. Журнал «Живописное обозрение» сообщал, что этот «пушкинский уголок» хотят превратить в ипподром. В том же журнале был помещён рисунок художника В. А. Табурина, показывавший, в каком плачевном состоянии находилось место дуэли. Любители скачек оплатили изготовление и установку кирпичного постамента с гипсовым бюстом работы неизвестного автора и надписью «Александръ Сергеевичъ Пушкинъ, — место его поединка, состоявшагося 27 января 1837 г.», который простоял до 1924 года.
В начале 1930-х годов возникла необходимость как-то зафиксировать место дуэли А. С. Пушкина, которому грозила опасность в связи с намечающимся здесь строительством овощехранилища. По инициативе Пушкинского общества и Архитектурно-планировочного отдела Ленсовета и проекту Е. И. Катонина был изготовлен памятник — надломленная колонна из гранита и мрамора. В 1936 году газета «Крестьянская правда» сообщала, что место дуэли Пушкина превратилось в «культурно устроенную площадку с зелеными насаждениями, цветочными клумбами, красивыми дорожками».
В 1937 году, к столетию со дня смерти Пушкина, которое широко отмечалось в СССР, колонну сменил гранитный обелиск, созданный по проекту архитекторов А. И. Лапирова и Е. И. Катонина, с бронзовым барельефом поэта работы скульптора М. Г. Манизера.

## Современность
В начале 2000-х годов над сквером, окружающим место дуэли, опять нависла угроза исчезновения: на этот раз здесь планировалось строительство АЗС. Только под давлением общественности, обеспокоенной неминуемым искажением облика исторического места, эти планы не были воплощены в жизнь.